# Vem är vem i Hollywood?
Vem är vem i Hollywood? (på video Mamma Gås i Hollywood) (engelska: Mother Goose Goes Hollywood) är en amerikansk animerad kortfilm från 1938. Filmen ingår i Silly Symphonies-serien.

## Handling
Olika sagor skildras av diverse Hollywood-skådespelare i rollerna, bland annat Bröderna Marx, W.C. Fields, Greta Garbo, Katharine Hepburn, Eddie Cantor och Helan och Halvan.

## Om filmen
Filmen var den dyraste Silly Symphonies-film att producera och det fanns även ambition om att filmen kunde ha blivit ungefär 20 minuter, men blev istället i slutändan 8 minuter som de övriga filmerna i serien. I filmen spelas flera musikstycken, bland annat London Bridge is Falling Down.
Filmen är den sista Silly Symphonies-kortfilm med karikatyrer av filmstjärnor.
Filmens hade svensk premiär den 17 april 1939 och visades på biografen Spegeln i Stockholm.
Filmen nominerades till en Oscar för bästa animerade kortfilm, men förlorade till förmån för en annan Disney-kortfilm, Tjuren Ferdinand.

## Rollista (i urval)
- Sara Berner – Greta Garbo, Katharine Hepburn
- Al Bernie – Charles Laughton, W.C. Fields, Helan och Halvan
- Thelma Boardman – Freddie Bartholomew
- Ann Lee – Martha Raye
- Clarence Nash – Kalle Anka
- Dave Berry – Eddie Cantor, Charlie McCarthy, Edward G. Robinson[5]